# Camptostoma imberbe
Tiraninho-imberbe-setentrional ou risadinha-nortenha (Camptostoma imberbe) é uma espécie de ave passeriforme da família Tyrannidae. É nativo de Belize, Costa Rica, El Salvador, Guatemala, Honduras, México, Nicarágua e Estados Unidos. Seus habitats naturais são floresta subtropical e tropical, caatinga, cerrado, zonas úmidas e desertos.

## Subespécies
Se destacam as seguintes subespécies:
- Camptostoma imberbe imberbe (P. L. Sclater, 1857)
- Camptostoma imberbe ridgwayi (Brewster, 1882)
- Camptostoma imberbe thyellophilum (Parkes & A. R. Phillips, 1999)

1. ↑  «Tyrannidae». Aves do Mundo. 26 de dezembro de 2021. Consultado em 5 de abril de 2024
2. ↑  Paixão, Paulo (Verão de 2021). «Os Nomes Portugueses das Aves de Todo o Mundo» (PDF) 2.ª ed. A Folha — Boletim da língua portuguesa nas instituições europeias. ISSN 1830-7809. Consultado em 5 de abril de 2024. Cópia arquivada (PDF) em 23 de abril de 2022